# Aristides d'Atenes
|  | No s'ha de confondre amb Aristides Marcià. |

Aristides (grec antic: Αριστείδης, llatí: Aristīdes; 530 aC - 468 aC) fou un general i home d'estat atenenc, fill de Lisímac. Era d'una família noble (un cosí seu, Càl·lies, ocupava el lloc protocol·lari de porta torxes). Segons Plutarc, va ser deixeble polític de Clístenes.
Va lluitar a Marató el 490 aC donant suport a les iniciatives de Milcíades, i va ser elegit Arcont epònim el 489 aC. Va acabar patint ostracisme l'any 483 aC o potser el 482 aC, per la seva rivalitat amb Temístocles que en les lluites entre els alcmeònides i els tiranòfils s'havia acabat imposant a la mort de Milcíades. Alguns autors consideren que la seva honestedat en la lluita contra la corrupció i el fet de no deixar-se subornar per ningú van crear-li molts enemics que van aconseguir enviar-lo al desterrament.
El 480 aC encara estava desterrat quan es va presentar a Egina amb notícies per Temístocles sobre els moviments perses a Salamina, i va demanar la reconciliació al cap atenenc. Va lluitar com un brau a la batalla de Salamina ocupant l'illa de Psitalia i després va dirigir les forces atenenques a la batalla de Platea, i Tucídides diu que va ser nomenat ambaixador a Esparta juntament amb Temístocles.
El 479 aC era estrateg, però sembla que juntament amb d'altres. El 478 aC el van elegir altre cop arcont i va fer una llei que permetia a tots els ciutadans atenencs ocupar els càrrecs públics. El 477 aC va ser comandant adjunt del contingent atenenc a les ordres del general Pausànies i mercès a la seva actuació i a la del seu col·lega i deixeble Cimó II, va organitzar la Confederació o Lliga de Delos el 476 aC. Per la seva integritat va rebre el sobrenom de «Just». Heròdot l'anomena «el millor i més honorable home d'Atenes», i Plató li va atorgar un tractament semblant.

## Herència
Va morir segons uns a Atenes i segons altres al Pont entre el 471 aC i el 468 aC, i sembla que en la pobresa, cosa que demostraria la seva honestedat. Plutarc va veure la seva tomba a Falèron. El seu fill Lisímac rebé un gran lot de terra i diners i una pensió de l'estat per un decret d'Alcibíades, en consideració als serveis prestats pel seu pare. Els fills d'aquest Lisímac, Aristides i Policirta, encara van rebre beneficis en memòria del seu avi.